# Liste des médaillées aux championnats du monde de curling
Cette liste recense les médaillées aux championnats du monde féminin de curling depuis 1979.
| Année | Or                                                   | Or                                                                                      | Argent                                               | Argent                                                                                      | Bronze                                               | Bronze                                                                              |
| Année | Pays                                                 | Équipe                                                                                  | Pays                                                 | Équipe                                                                                      | Pays                                                 | Équipe                                                                              |
| ----- | ---------------------------------------------------- | --------------------------------------------------------------------------------------- | ---------------------------------------------------- | ------------------------------------------------------------------------------------------- | ---------------------------------------------------- | ----------------------------------------------------------------------------------- |
| 1979  | Suisse                                               | Gaby Casanova Rosie Manger Linda Thommen Betty Bourgiun                                 | Suède                                                | Birgitta Törn Katarina Hulting Susanne Gynning-Ödling Gunilla Bergman                       | Canada                                               | Lindsay Sparkes Dawn Knowles Robin Wilson Lorraine Anne Bowles                      |
| 1979  | Suisse                                               | Gaby Casanova Rosie Manger Linda Thommen Betty Bourgiun                                 | Suède                                                | Birgitta Törn Katarina Hulting Susanne Gynning-Ödling Gunilla Bergman                       | Écosse                                               | Beth Lindsay Ann McKellar Jeanette Johnston May Taylor                              |
| 1980  | Canada                                               | Marj Mitchell Nancy Kerr Shirley McKendry Wendy Leach                                   | Suède                                                | Elisabeth Högström Carina Olsson Birgitta Sewik Karin Sjögren                               | Écosse                                               | Betty Law Bea Sinclair Jane Sanderson Carol Hamilton                                |
| 1981  | Suède                                                | Elisabeth Högström Carina Olsson Birgitta Sewik Karin Sjögren                           | Canada                                               | Susan Seitz Judy Erickson Myrna McKay Betty McCraken                                        | Norvège                                              | Anne Jøtun Bakke Bente Hoel Elisabeth Skogen Hilde Jøtun                            |
| 1982  | Danemark                                             | Helena Blach Mariane Jørgensen Astrid Birmbaum Jette Olsen                              | Suède                                                | Elisabeth Högström Katarina Hultling Birgitta Sewik Karin Sjögren                           | Écosse                                               | Isobel Torrance, Jr. Isobel Waddell Marion Armour Margaret Wiseman                  |
| 1983  | Suisse                                               | Erika Müller Barbara Meyer Barbara Meier Christina Wirz                                 | Norvège                                              | Eva Vanvik Åse Vanvik Alvhild Fugelmo Liv Grøseth                                           | Canada                                               | Penny Larocque Sharon Horne Cathy Caudle Pam Sanford                                |
| 1984  | Canada                                               | Connie Laliberte Chris More Corrine Peters Janet Arnott                                 | Suisse                                               | Brigitte Kienast Irene Bürgi Erika Frewein Efi Rüegsegger                                   | Allemagne                                            | Almut Hege Josefine Einsle Suzanne Koch Petra Tschetsch                             |
| 1985  | Canada                                               | Linda Moore Lindsay Sparkes Debbie Jones Laurie Carney                                  | Écosse                                               | Isobel Torrance, Jr. Margaret Craig Jackie Steele Sheila Harvey                             | Suisse                                               | Erika Müller Barbara Meyer Barbara Meier Franziska Jöhr                             |
| 1986  | Canada                                               | Marilyn Darte Kathy McEdwards Chris Jurgenson Jan Augustyn                              | Allemagne                                            | Andrea Schöpp Monika Wagner Stephanie Mayr Elinor Schöpp                                    | Suède                                                | Maud Nordlander Inga Arfwidsson Ulrika Åkerberg Barbro Arfwidsson                   |
| 1987  | Canada                                               | Pat Sanders Georgina Wheatcroft Louise Herlinveau Deb Massullo                          | Allemagne                                            | Andrea Schöpp Almut Hege Monika Wagner Elinor Schöpp                                        | Suisse                                               | Marianne Flotron Gisela Peter Beatrice Frei Caroline Rück                           |
| 1988  | Allemagne                                            | Andrea Schöpp Almut Scholl Monika Wagner Suzanne Fink                                   | Canada                                               | Heather Houston Lorraine Lang Diane Adams Tracy Kennedy                                     | Suède                                                | Anette Norberg Anna Rindeskog Sofie Marmont Louise Marmont                          |
| 1989  | Canada                                               | Heather Houston Lorraine Lang Diane Adams Tracy Kennedy Gloria Taylor                   | Norvège                                              | Trine Trulsen Dordi Nordby Hanne Pettersen Mette Halvorsen                                  | Allemagne                                            | Andrea Schöpp Monika Wagner Barbara Haller Christina Haller                         |
| 1989  | Canada                                               | Heather Houston Lorraine Lang Diane Adams Tracy Kennedy Gloria Taylor                   | Norvège                                              | Trine Trulsen Dordi Nordby Hanne Pettersen Mette Halvorsen                                  | Suède                                                | Anette Norberg Anna Rindeskog Sofie Marmont Louise Marmont                          |
| 1990  | Norvège                                              | Dordi Nordby Hanne Pettersen Mette Halvorsen Anne Bakke                                 | Écosse                                               | Carolyn Hutchinson Claire Milne Mairi Milne Tara Brown                                      | Canada                                               | Alison Goring Kristin Turcotte Andrea Lawes Cheryl McPherson Anne Merklinger        |
| 1990  | Norvège                                              | Dordi Nordby Hanne Pettersen Mette Halvorsen Anne Bakke                                 | Écosse                                               | Carolyn Hutchinson Claire Milne Mairi Milne Tara Brown                                      | Danemark                                             | Helena Blach Malene Krause Lone Kristoffersen Gitte Larsen                          |
| 1991  | Norvège                                              | Dordi Nordby Hanne Pettersen Mette Halvorsen Anne Jøtun Marianne Aspelin                | Canada                                               | Julie Sutton Jodie Sutton Melissa Soligo Karri Wilms Elaine Dagg-Jackson                    | Écosse                                               | Christine Allison Claire Milne Mairi Milne Margaret Richardson                      |
| 1991  | Norvège                                              | Dordi Nordby Hanne Pettersen Mette Halvorsen Anne Jøtun Marianne Aspelin                | Canada                                               | Julie Sutton Jodie Sutton Melissa Soligo Karri Wilms Elaine Dagg-Jackson                    | Suède                                                | Anette Norberg Cathrine Norberg Anna Rindeskog Helene Granqvist Ann-Catrin Kjerr    |
| 1992  | Suède                                                | Elisabet Johansson Katarina Nyberg Louise Marmont Elisabeth Persson Annika Lööf         | États-Unis                                           | Lisa Schoeneberg Amy Hatten-Wright Lori Mountford Jill Jones                                | Canada                                               | Connie Laliberte Laurie Allen Cathy Gauthier Janet Arnott                           |
| 1992  | Suède                                                | Elisabet Johansson Katarina Nyberg Louise Marmont Elisabeth Persson Annika Lööf         | États-Unis                                           | Lisa Schoeneberg Amy Hatten-Wright Lori Mountford Jill Jones                                | Suisse                                               | Janet Hürlimann Angela Lutz Laurence Bidaud Sandrine Mercier                        |
| 1993  | Canada                                               | Sandra Peterson Jan Betker Joan McCusker Marcia Gudereit Anita Ford                     | Allemagne                                            | Janet Strayer Josefine Einsle Petra Tschetsch-Hiltensberger Karen Fischer, Elisabeth Ländle | Norvège                                              | Dordi Nordby Hanne Pettersen Marianne Aspelin Cecilie Torhaug                       |
| 1993  | Canada                                               | Sandra Peterson Jan Betker Joan McCusker Marcia Gudereit Anita Ford                     | Allemagne                                            | Janet Strayer Josefine Einsle Petra Tschetsch-Hiltensberger Karen Fischer, Elisabeth Ländle | Suède                                                | Elisabet Johansson Katarina Nyberg Louise Marmont Elisabeth Persson Annika Lööf     |
| 1994  | Canada                                               | Sandra Peterson Jan Betker Joan McCusker Marcia Gudereit Anita Ford                     | Écosse                                               | Christine Cannon Claire Milne Mairi Herd Janice Watt Sheila Harvey                          | Allemagne                                            | Josefine Einsle Michaela Greif Karin Fischer Elisabeth Ländle Sabine Weber          |
| 1994  | Canada                                               | Sandra Peterson Jan Betker Joan McCusker Marcia Gudereit Anita Ford                     | Écosse                                               | Christine Cannon Claire Milne Mairi Herd Janice Watt Sheila Harvey                          | Suède                                                | Elisabet Johansson Katarina Nyberg Louise Marmont Elisabeth Persson Helena Svensson |
| 1995  | Suède                                                | Elisabet Gustafson Katarina Nyberg Louise Marmont Elisabeth Persson Helena Svensson     | Canada                                               | Connie Laliberte Cathy Overton Cathy Gauthier Janet Arnott Debbie Jones-Walker              | Norvège                                              | Dordi Nordby Hanne Pettersen Marianne Aspelin Cecilie Torhaug                       |
| 1996  | Canada                                               | Marilyn Bodogh Corie Beveridge Kim Gellard Jane Hooper-Perroud Lisa Savage              | États-Unis                                           | Lisa Schoeneberg Erika Brown Lori Mountford Allison Darragh Debbie Henry                    | Norvège                                              | Dordi Nordby Marianne Haslum Marianne Aspelin Kristin Løvseth Hanne Woods           |
| 1997  | Canada                                               | Sandra Schmirler Jan Betker Joan McCusker Marcia Gudereit Atina Ford                    | Norvège                                              | Dordi Nordby Marianne Haslum Marianne Aspelin Kristin Løvseth Hanne Woods                   | Danemark                                             | Helena Blach Lavrsen Margit Pörtner Dorthe Holm Lisa Richardson Jane Bidstrup       |
| 1998  | Suède                                                | Elisabet Gustafson Katarina Nyberg Louise Marmont Elisabeth Persson Margaretha Lindahl  | Danemark                                             | Helena Blach Lavrsen Margit Pörtner Dorthe Holm Lisa Richardson Trine Qvist                 | Canada                                               | Cathy Borst Heather Godberson Brenda Bohmer Kate Horne Rona McGregor                |
| 1999  | Suède                                                | Elisabet Gustafson Katarina Nyberg Louise Marmont Elisabeth Persson Margaretha Lindahl  | États-Unis                                           | Patti Lank Erika Brown Allison Darragh Tracy Sachtjen Barbara Perrella                      | Danemark                                             | Lene Bidstrup Malene Krause Susanne Slotsager Avijaja Petri Lilian Frøhling         |
| 2000  | Canada                                               | Kelley Law Julie Skinner Georgina Wheatcroft Diane Nelson Cheryl Noble                  | Suisse                                               | Luzia Ebnöther Nicole Strausak Tanya Frei Nadia Raspe Laurence Bidaud                       | Norvège                                              | Dordi Nordby Hanne Woods Marianne Aspelin Cecilie Torhaug Kristin Tøsse Løvseth     |
| 2001  | Canada                                               | Colleen Jones Kim Kelly Mary-Anne Waye Nancy Delahunt Laine Peters                      | Suède                                                | Anette Norberg Cathrine Norberg Eva Lund Helena Lingham Maria Engholm                       | Danemark                                             | Lene Bidstrup Malene Krause Susanne Slotsager Avijaja Lund Nielsen Lisa Richardson  |
| 2002  | Écosse                                               | Jackie Lockhart Sheila Swan Katriona Fairweather Anne Laird Edith Loudon                | Suède                                                | Maria Engholm Margaretha Sigfridsson Annette Jörnlind Anna-Kari Lindholm Ulrika Bergman     | Norvège                                              | Dordi Nordby Hanne Woods Marianne Haslum Camilla Holth Trine Trulsen Vågberg        |
| 2003  | États-Unis                                           | Debbie McCormick Allison Pottinger Ann Swisshelm Silver Tracy Sachtjen Joni Cotten      | Canada                                               | Colleen Jones Kim Kelly Mary-Anne Waye Nancy Delahunt Laine Peters                          | Suède                                                | Anette Norberg Eva Lund Cathrine Norberg Helena Lingham Maria Prytz                 |
| 2004  | Canada                                               | Colleen Jones Kim Kelly Mary-Anne Arsenault Nancy Delahunt Mary Sue Radford             | Norvège                                              | Dordi Nordby Linn Githmark Marianne Haslum Camilla Holth Marianne Rørvik                    | Suisse                                               | Luzia Ebnöther Carmen Küng Tanya Frei Nadia Röthlisberger-Raspe Laurence Bidaud     |
| 2005  | Suède                                                | Anette Norberg Eva Lund Cathrine Norberg Anna Bergström Ulrika Bergman                  | États-Unis                                           | Cassandra Johnson Jamie Johnson Jessica Schultz Maureen Brunt Courtney George               | Norvège                                              | Dordi Nordby Linn Githmark Marianne Haslum Camilla Holth Marianne Rørvik            |
| 2006  | Suède                                                | Anette Norberg Eva Lund Cathrine Lindahl Anna Svärd Ulrika Bergman                      | États-Unis                                           | Debbie McCormick Allison Pottinger Nicole Joraanstad Natalie Nicholson Caitlin Maroldo      | Canada                                               | Kelly Scott Jeanna Schraeder Sasha Carter Renee Simons Michelle Allen               |
| 2007  | Canada                                               | Kelly Scott Jeanna Schraeder Sasha Carter Renee Simons Michelle Allen                   | Danemark                                             | Angelina Jensen Madeleine Dupont Denise Dupont Camilla Jensen Ane Hansen                    | Écosse                                               | Kelly Wood Jackie Lockhart Lorna Vevers Lindsay Wood Karen Addison                  |
| 2008  | Canada                                               | Jennifer Jones Cathy Overton-Clapham Jill Officer Dawn Askin Jennifer Clark-Rouire      | Chine                                                | Wang Bingyu Liu Yin Yue Qingshuang Zhou Yan Liu Jinli                                       | Suisse                                               | Mirjam Ott Carmen Schäfer Valeria Spälty Janine Greiner Carmen Küng                 |
| 2009  | Chine                                                | Wang Bingyu Liu Yin Yue Qingshuang Zhou Yan Liu Jinli                                   | Suède                                                | Anette Norberg Eva Lund Cathrine Lindahl Margaretha Sigfridsson Kajsa Bergström             | Danemark                                             | Angelina Jensen Madeleine Dupont Denise Dupont Camilla Jensen Ane Hansen            |
| 2010  | Allemagne                                            | Andrea Schöpp Melanie Robillard Monika Wagner Stella Heiß Corinna Scholz                | Écosse                                               | Eve Muirhead Kelly Wood Lorna Vevers Anne Laird Sarah Reid                                  | Canada                                               | Jennifer Jones Cathy Overton-Clapham Jill Officer Dawn Askin Jennifer Clark-Rouire  |
| 2011  | Suède                                                | Anette Norberg Cecilia Östlund Sara Carlsson Liselotta Lennartsson Karin Rudström       | Canada                                               | Amber Holland Kim Schneider Tammy Schneider Heather Kalenchuk Jolene Campbell               | Chine                                                | Wang Bingyu Liu Yin Yue Qingshuang Zhou Yan Yu Xinna                                |
| 2012  | Suisse                                               | Mirjam Ott Carmen Schäfer Carmen Küng Janine Greiner Alina Pätz                         | Suède                                                | Maria Prytz Christina Bertrup Maria Wennerström Margaretha Sigfridsson Sabina Kraupp        | Canada                                               | Heather Nedohin Beth Iskiw Jessica Mair Laine Peters Amy Nixon                      |
| 2013  | Écosse                                               | Eve Muirhead Anna Sloan Vicki Adams Claire Hamilton Lauren Gray                         | Suède                                                | Maria Prytz Christina Bertrup Maria Wennerström Margaretha Sigfridsson Agnes Knochenhauer   | Canada                                               | Rachel Homan Emma Miskew Alison Kreviazuk Lisa Weagle Stephanie LeDrew              |
| 2014  | Suisse                                               | Binia Feltscher Irene Schori Franziska Kaufmann Christine Urech Carole Howald           | Canada                                               | Rachel Homan Emma Miskew Alison Kreviazuk Lisa Weagle Stephanie LeDrew                      | Russie                                               | Anna Sidorova Margarita Fomina Aleksandra Saitova Ekaterina Galkina Nkeiruka Ezekh  |
| 2015  | Suisse                                               | Alina Pätz Nadine Lehmann Marisa Winkelhausen Nicole Schwägli Carole Howald             | Canada                                               | Jennifer Jones Kaitlyn Lawes Jill Officer Dawn McEwen Jennifer Clark-Rouire                 | Russie                                               | Anna Sidorova Margarita Fomina Alexandra Saitova Ekaterina Galkina Nkeiruka Ezekh   |
| 2016  | Suisse                                               | Binia Feltscher Irene Schori Franziska Kaufmann Christine Urech Carole Howald           | Japon                                                | Satsuki Fujisawa Chinami Yoshida Yumi Suzuki Yurika Yoshida Mari Motohashi                  | Russie                                               | Anna Sidorova Margarita Fomina Alexandra Raeva Nkeiruka Ezekh Alina Kovaleva        |
| 2017  | Canada                                               | Rachel Homan Emma Miskew Joanne Courtney Lisa Weagle Cheryl Kreviazuk                   | Russie                                               | Anna Sidorova Margarita Fomina Alina Kovaleva Nkeirouka Ezekh Alexandra Raeva               | Écosse                                               | Eve Muirhead Anna Sloan Vicki Adams Lauren Gray Kelly Schafer                       |
| 2018  | Canada                                               | Jennifer Jones Kaitlyn Lawes Jill Officer Dawn McEwen Shannon Birchard                  | Suède                                                | Anna Hasselborg Sara McManus Agnes Knochenhauer Sofia Mabergs Jennie Wåhlin                 | Russie                                               | Victoria Moiseeva Yulia Portunova Galina Arsenkina Julia Guzieva Anna Sidorova      |
| 2019  | Suisse                                               | Alina Pätz Silvana Tirinzoni Esther Neuenschwander Melanie Barbezat Marisa Winkelhausen | Suède                                                | Anna Hasselborg Sara McManus Agnes Knochenhauer Sofia Mabergs Johanna Heldin                | Corée du Sud                                         | Kim Min-ji Kim Hye-rin Yang Tae-i Kim Su-jin                                        |
| 2020  | Édition annulée en raison de la pandémie de Covid-19 | Édition annulée en raison de la pandémie de Covid-19                                    | Édition annulée en raison de la pandémie de Covid-19 | Édition annulée en raison de la pandémie de Covid-19                                        | Édition annulée en raison de la pandémie de Covid-19 | Édition annulée en raison de la pandémie de Covid-19                                |
| 2021  | Suisse                                               | Alina Pätz Silvana Tirinzoni Esther Neuenschwander Melanie Barbezat                     | Russie                                               | Alina Kovaleva Julia Portunova Galina Arsenkina Ekaterina Kuzmina                           | États-Unis                                           | Tabitha Peterson Nina Roth Becca Hamilton Tara Peterson                             |
| 2022  | Suisse                                               | Silvana Tirinzoni Alina Pätz Esther Neuenschwander Melanie Barbezat Carole Howald       | Corée du Sud                                         | Kim Eun-jung Kim Kyeong-ae Kim Cho-hi Kim Seon-yeong Kim Yeong-mi                           | Canada                                               | Kerri Einarson Val Sweeting Shannon Birchard Briane Meilleur Krysten Karwacki       |
| 2023  | Suisse                                               | Silvana Tirinzoni Alina Pätz Carole Howald Briar Schwaller-Hürlimann                    | Norvège                                              | Kristin Skaslien Marianne Rørvik Mille Haslev Nordbye Martine Rønning Maia Ramsfjell        | Canada                                               | Kerri Einarson Val Sweeting Shannon Birchard Briane Harris Krysten Karwacki         |
| 2024  | Canada                                               | Rachel Homan Tracy Fleury Emma Miskew Sarah Wilkes Rachelle Brown                       | Suisse                                               | Silvana Tirinzoni Alina Pätz Selina Witschonke Carole Howald Stefanie Berset                | Corée du Sud                                         | Gim Eun-ji Kim Min-ji Kim Su-ji Seol Ye-eun Seol Ye-ji                              |

## Tableau des médailles
Mise à jour : après le championnat du monde 2024
| Rang | Nation       | Or | Argent | Bronze | Total |
| ---- | ------------ | -- | ------ | ------ | ----- |
| 1    | Canada       | 18 | 8      | 11     | 37    |
| 2    | Suisse       | 10 | 3      | 5      | 15    |
| 3    | Suède        | 8  | 10     | 7      | 25    |
| 4    | Norvège      | 2  | 5      | 7      | 13    |
| 5    | Écosse       | 2  | 4      | 6      | 12    |
| 6    | Allemagne    | 2  | 3      | 3      | 8     |
| 7    | États-Unis   | 1  | 5      | 0      | 6     |
| 8    | Danemark     | 1  | 2      | 5      | 8     |
| 9    | Chine        | 1  | 1      | 1      | 3     |
| 10   | Russie       | 0  | 2      | 4      | 6     |
| 11   | Corée du Sud | 0  | 1      | 2      | 3     |
| 12   | Japon        | 0  | 1      | 0      | 1     |